# Oddington (Oxfordshire)
Oddington – wieś w Anglii, w hrabstwie Oxfordshire, w dystrykcie Cherwell. Leży 10 km na północny wschód od Oksfordu i 83 km na północny zachód od Londynu. W 2001 miejscowość liczyła 133 mieszkańców.